# Yokosuka
Thành phố Yokosuka (kanji: 横須賀市; âm Hán Việt: Hoành Tu Hạ thị rōmaji: Yokosuka-shi) là thành phố lớn thứ tư (xét trên phương diện dân số) của tỉnh Kanagawa và là một đô thị trung tâm vùng của vùng Nam Kantō. Thành phố được thành lập vào năm 1907.
Yokosuka nằm ở phía Tây Nam Huyện Kanagawa, trên bán đảo Miura. Phía bắc Yokosuka giáp với thành phố Yokohama. Các phía Đông Bắc, Đông, Đông Nam và Tây đều mở ra vịnh Tōkyō.
Yokosuka là một hải cảng trong vùng công nghiệp Keihin, chuyên xuất khẩu ô tô và nhập khẩu uran cũng như cá ngừ đại dương. Xung quanh ga Yokosuka ở trung tâm thành phố là khu thương mại. Khu công nghiệp nằm lui về phía Bắc và Đông còn nông nghiệp và ngư nghiệp chủ yếu ở phía Tây.
Tại Yokosuka còn có nhiều văn phòng của các cơ quan trung ương của Chính phủ Nhật Bản, các căn cứ của lục quân, hải quân và không quân Nhật Bản. Yokosuka là nơi có các quân cảng lớn nhất của hải quân Hoa Kỳ và hải quân Nhật Bản. Tàu sân bay USS Ronald Reagan (CVN-76) của Hoa Kỳ đồn trú tại đây.
Những điểm tham quan đáng chú ý ở đây là các bờ biển, đảo khỉ (sarushima) một thời là căn cứ của hải quân Nhật Bản và bị quân đội Hoa Kỳ chiếm đóng cho đến tận năm 1961, công viên Mikasa, v.v...

## Thư viện ảnh

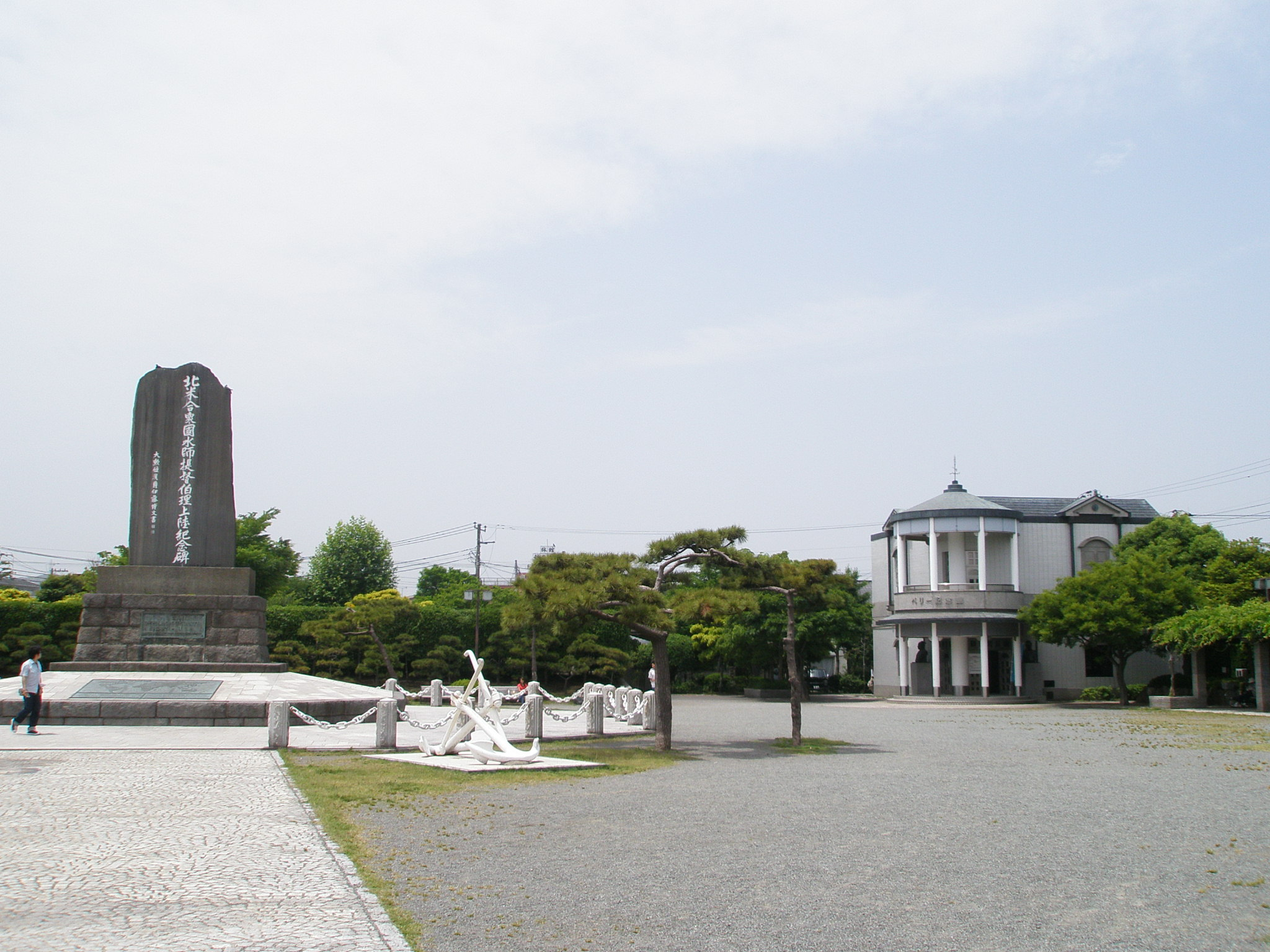
ペリー公園
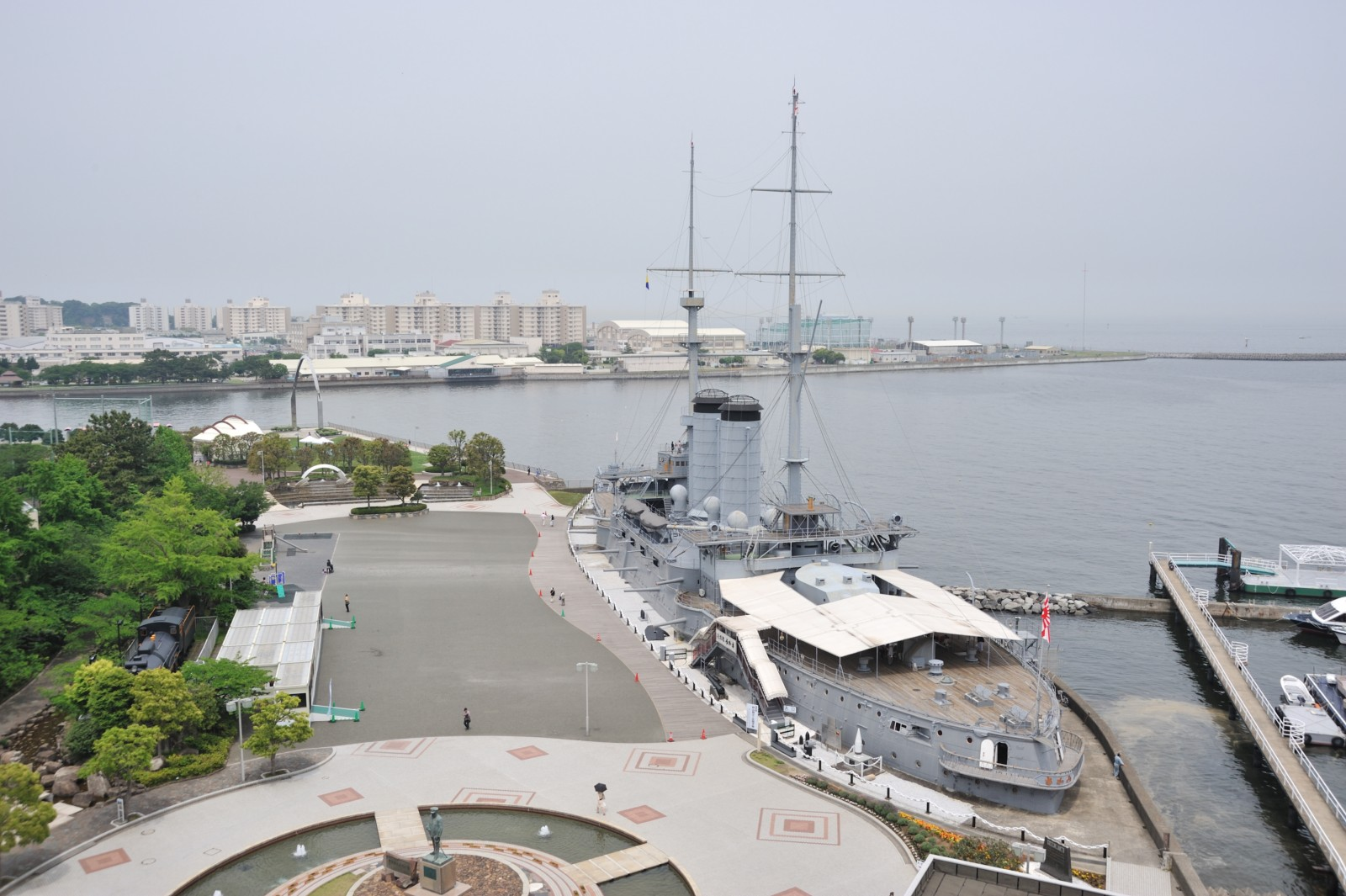
三笠公園
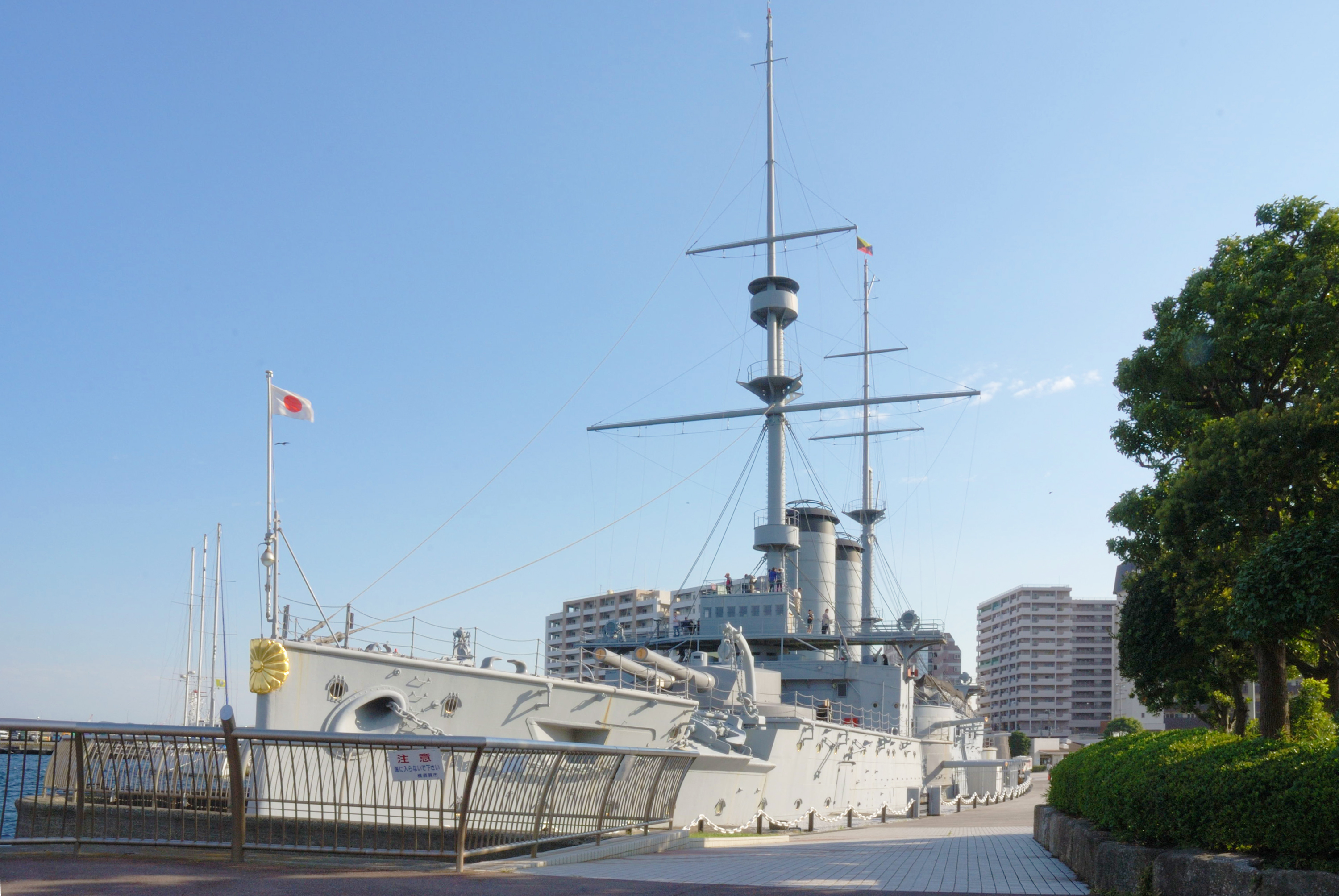
戦艦 三笠
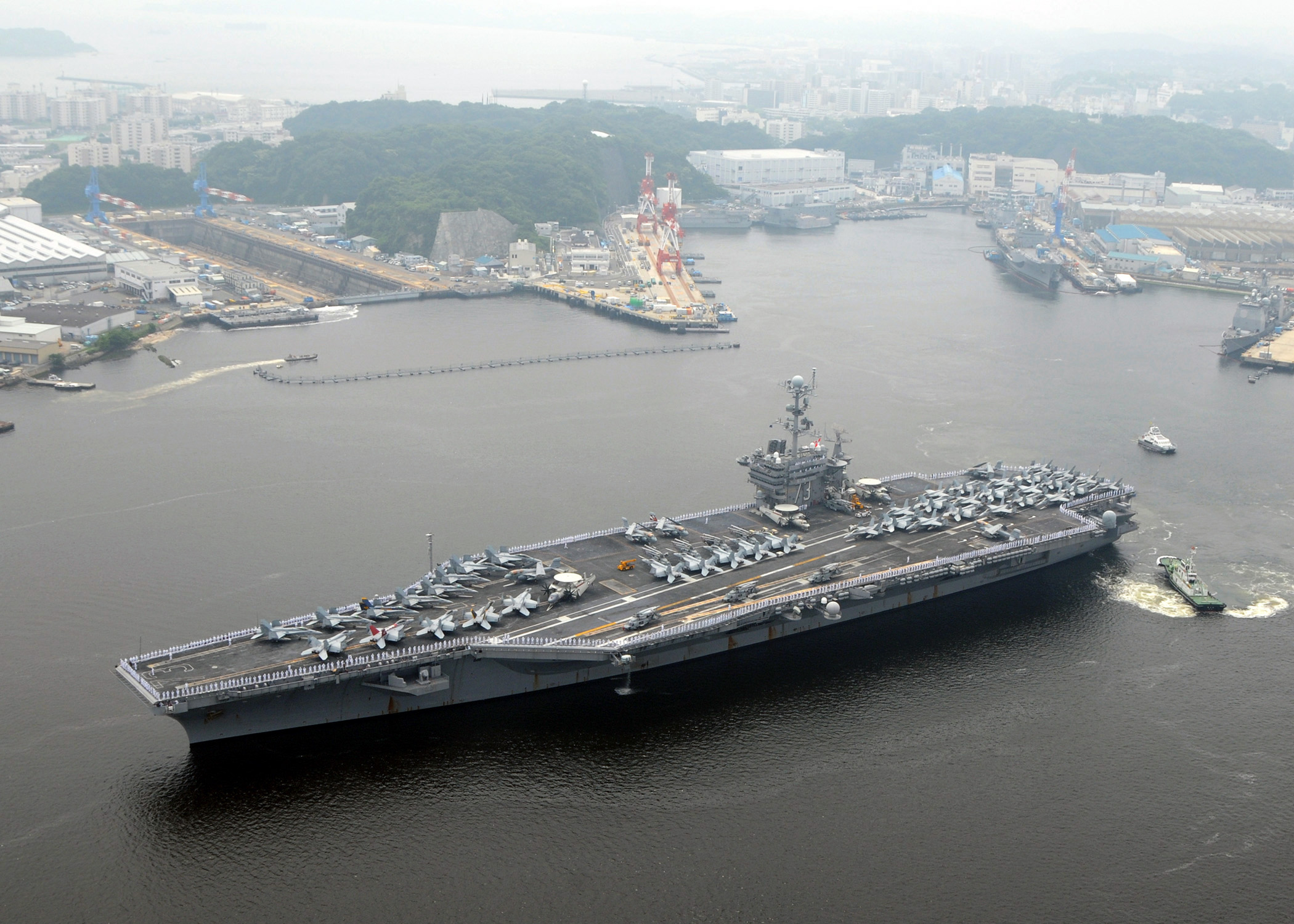
横須賀海軍施設
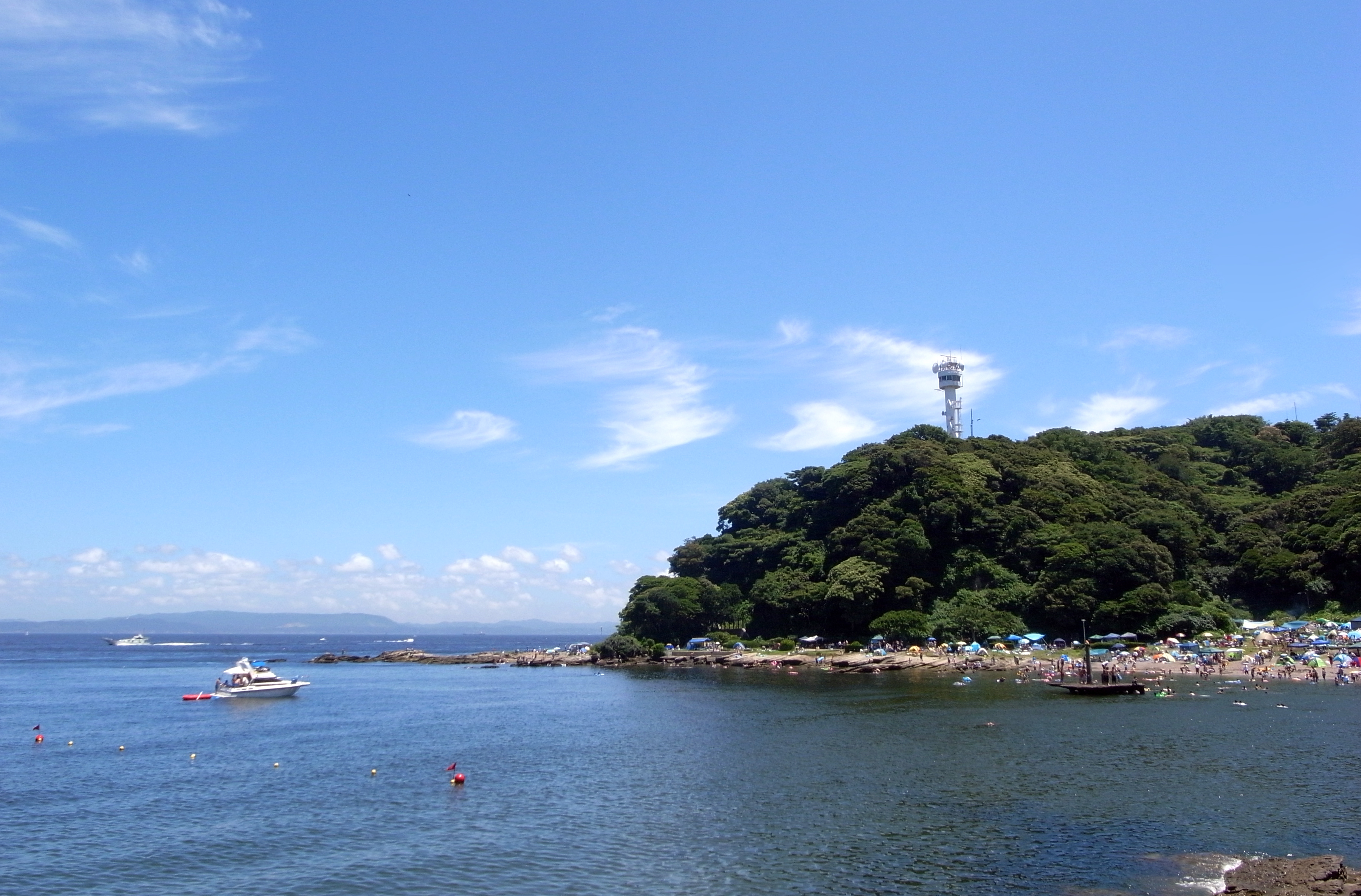
観音崎
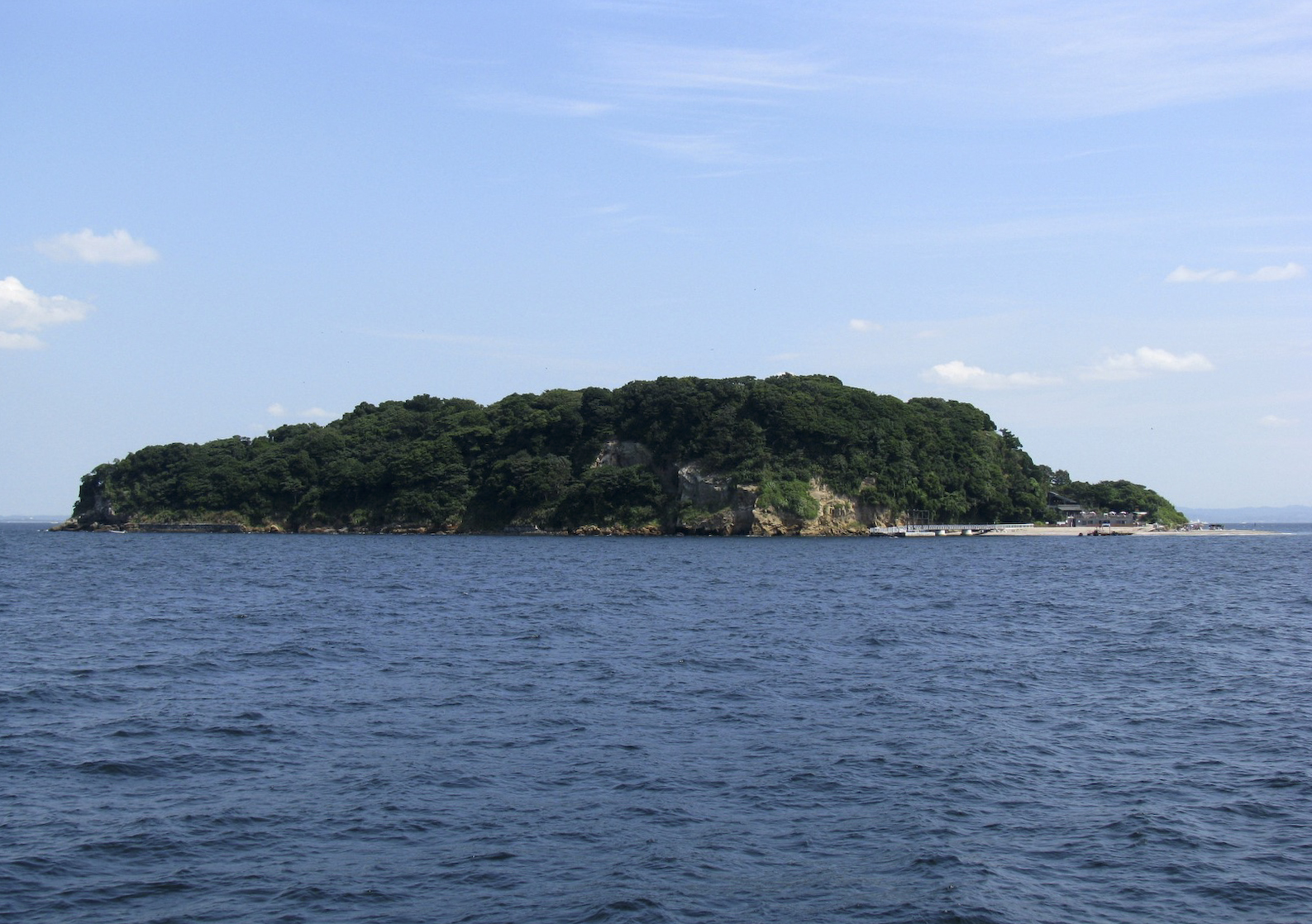
猿島
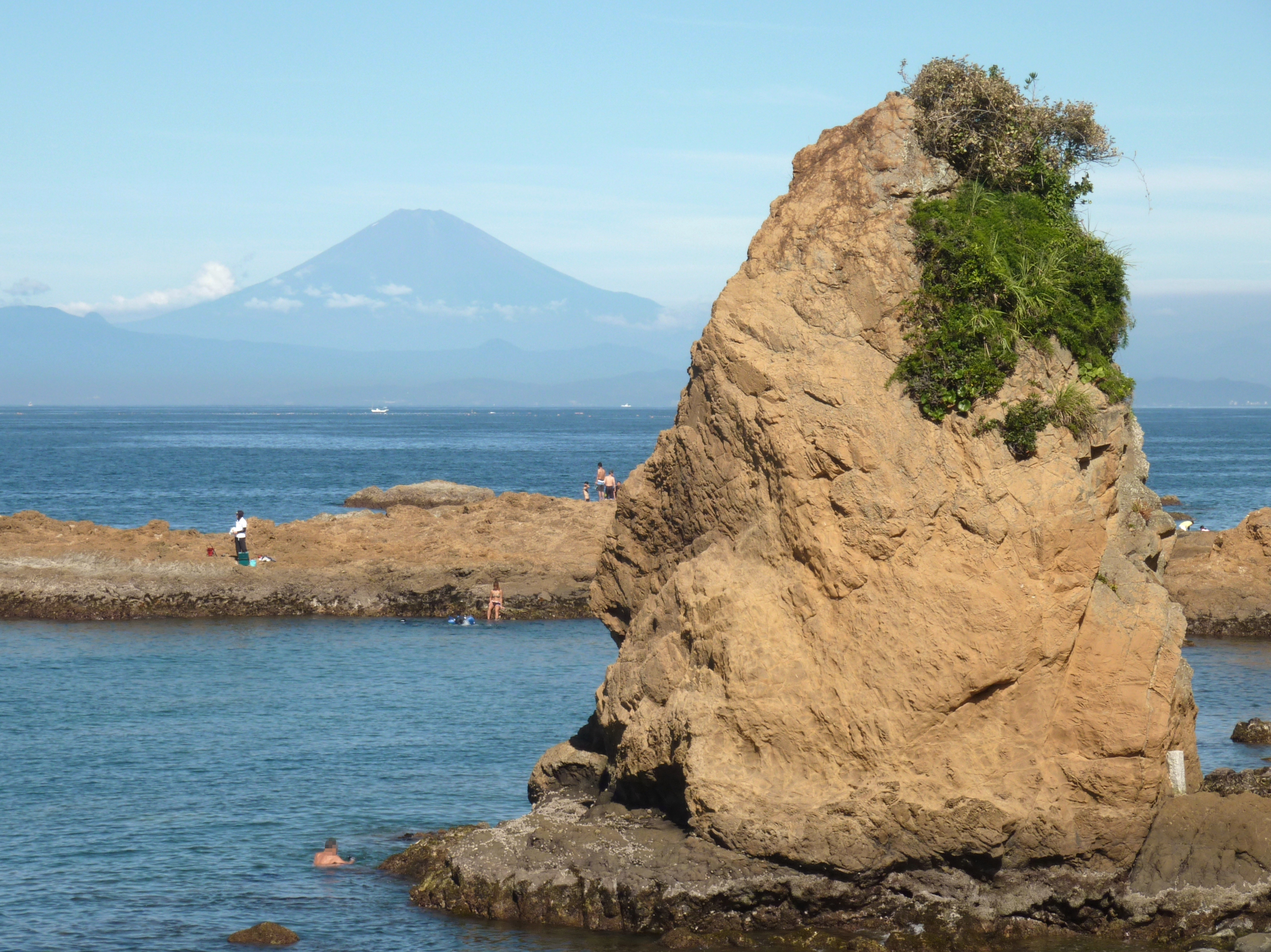
立石公園
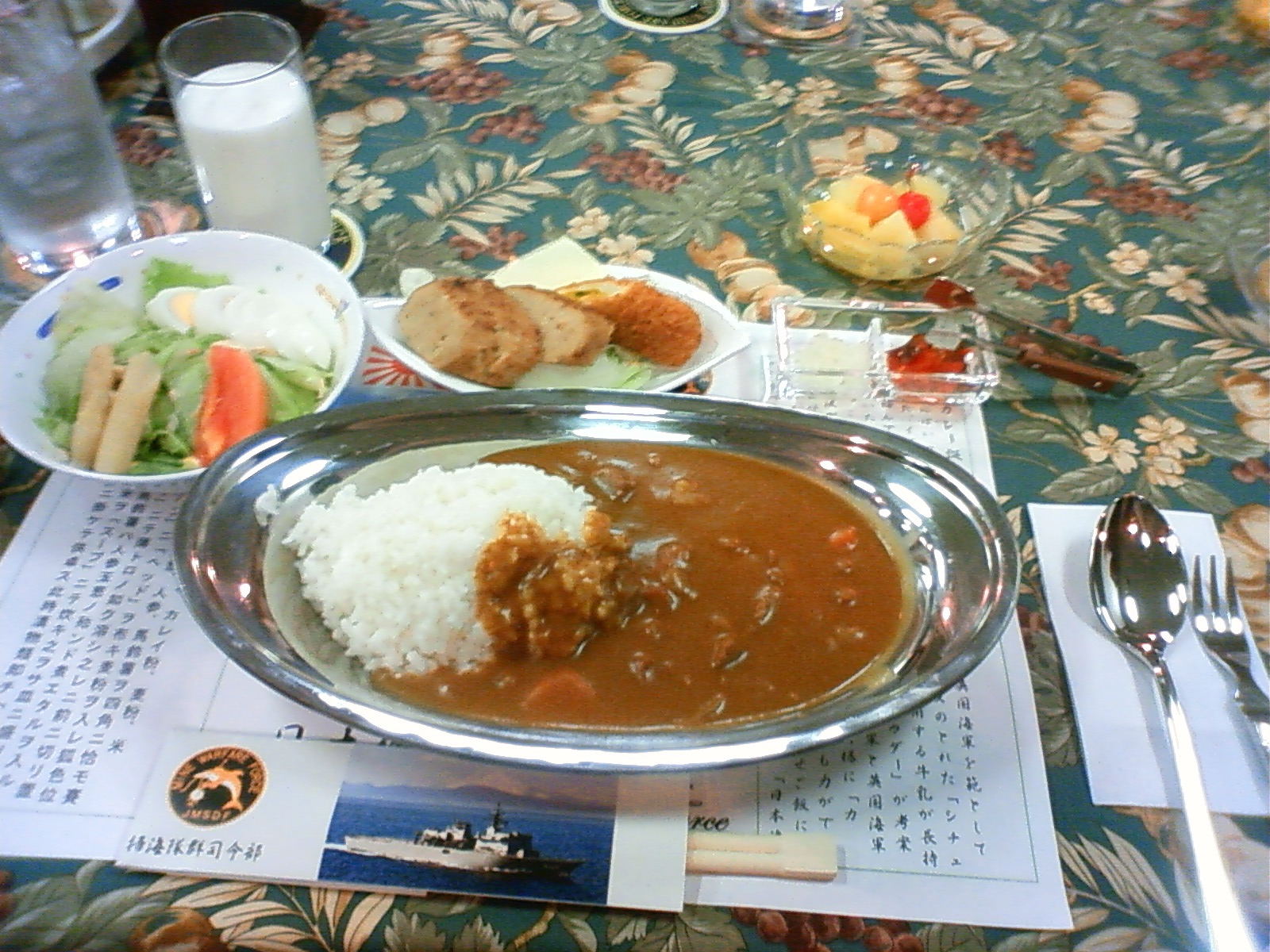
海軍カレー